# قائمة البعثات الدبلوماسية في كوريا الشمالية

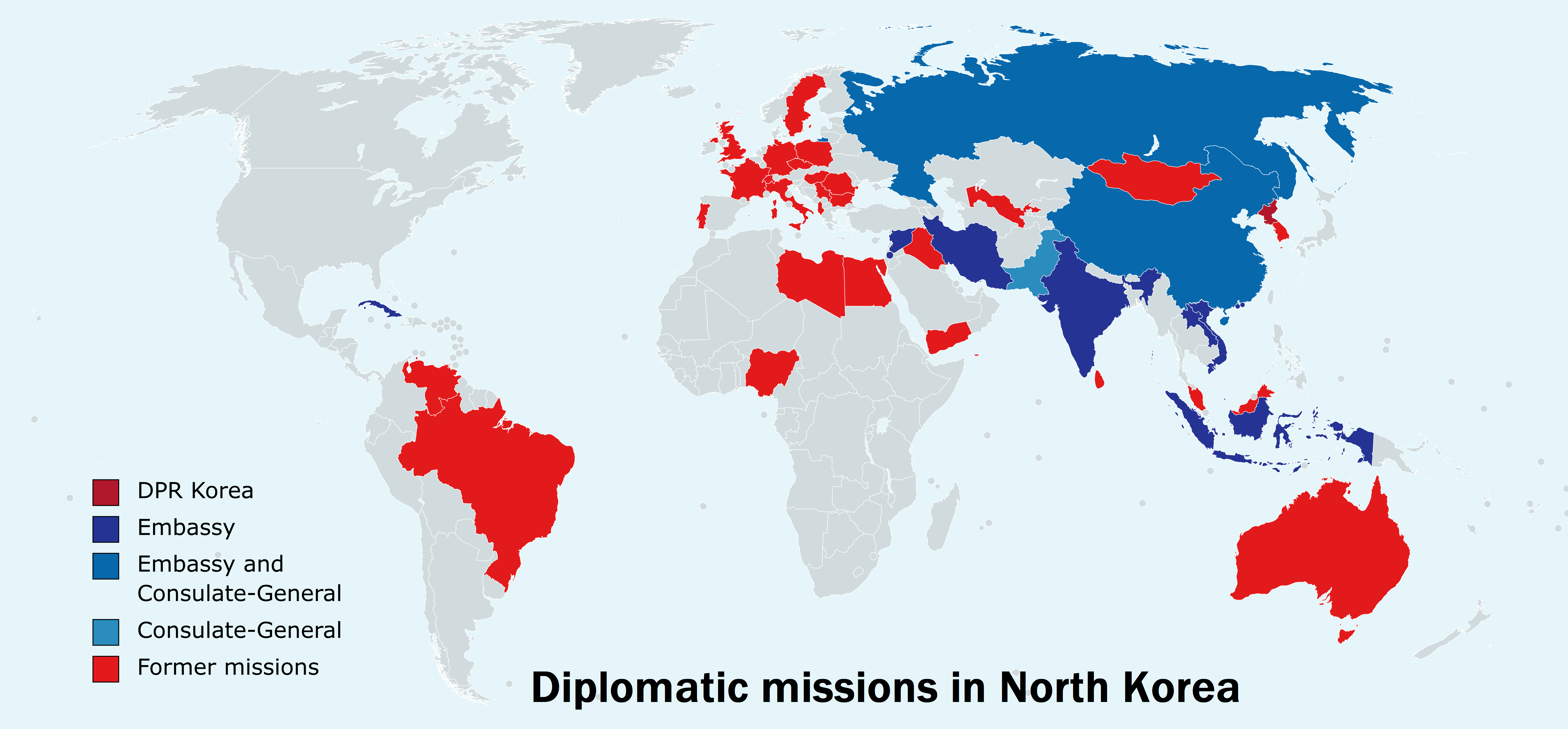
خريطة البعثات الدبلوماسية في كوريا الشمالية

هذه قائمة بالبعثات الدبلوماسية في كوريا الشمالية.

## السفارات

سفارات ألمانيا والسويد والمملكة المتحدة جميعها توجد في مجمع السفارة الألمانية الشرقية السابقة في بيونغيانغ

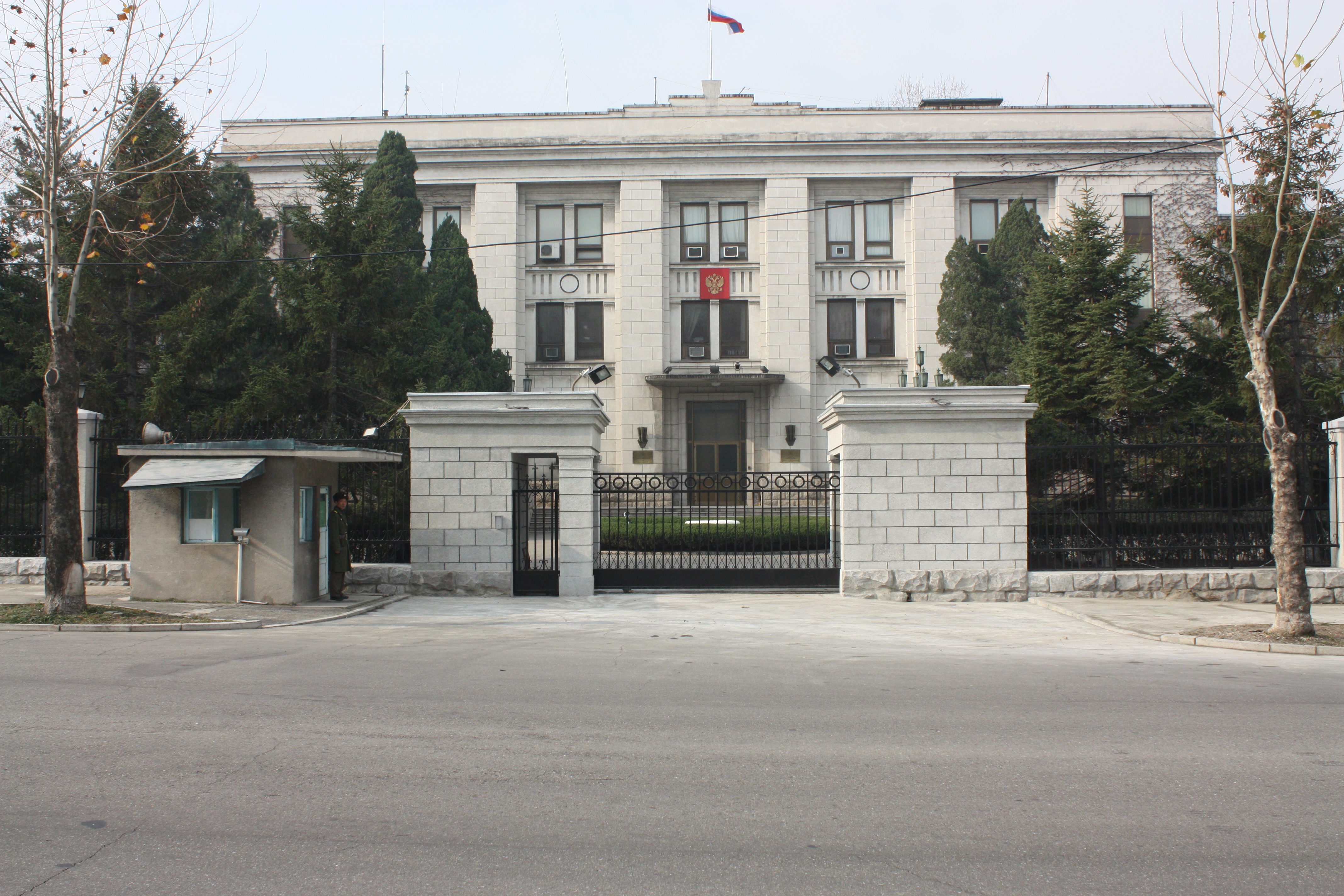
تعد السفارة الروسية أكبر سفارة في بيونغيانغ. وهي تقع خارج مجمع مونسو-دونغ الدبلوماسي.

البلدان التالية لها سفارات في بيونغيانغ:
- البرازيل[1]
- بلغاريا[2]
- كمبوديا[3]
- الصين[4]
- كوبا[5]
- جمهورية التشيك[6]
- مصر[7]
- ألمانيا[8]
- الهند[9]
- إندونيسيا[10]
- إيران[11]
- لاوس[12]
- ماليزيا1 [13]
- منغوليا[14]
- نيجيريا[15]
- باكستان[16]
- فلسطين
- بولندا[17]
- رومانيا[18]
- روسيا[19]
- السويد[20]
- سوريا[21]
- المملكة المتحدة[22]
- فيتنام[23]

تقع معظم السفارات في منطقة خاصة من المدينة تعرف باسم مجمع مونسو-دونغ الدبلوماسي. وتقع السفارات الروسية والباكستانية والصينية خارج المجمع لأنها أكبر بكثير من السفارات الأخرى.
السفارة الألمانية الشرقية السابقة هي مركز النشاط في الحي الدبلوماسي، حيث أنها تؤوي السفارات البريطانية والألمانية والسويدية. وتعمل السويد بوصفها القوة الحامية لأستراليا وكندا والولايات المتحدة، وتقدم الخدمات القنصلية لبلدان الشمال الأوروبي، وتعالج طلبات الحصول على تأشيرات لإيطاليا وإسبانيا. وتقدم السفارة البريطانية المساعدة القنصلية لأي من مواطني الكومنولث الذين لا تمثل بلدهم في كوريا الشمالية، باستثناء أولئك الذين اختارت حكوماتهم ألا تشارك في هذا الترتيب.
كانت عدة بلدان تحتفظ سابقًا بسفارات في بيونغيانغ ولكنها قامت من ذلك الحين بإلاقها: ألبانيا و‌أستراليا و‌المجر و‌العراق و‌ليبيا و‌البرتغال و‌سريلانكا و‌اليمن الجنوبي و‌يوغوسلافيا.

### ملاحظة
1. ^ محظورة حاليًا بسبب قضية قتل كيم جونغ-نام.[24]

## مكاتب
- فرنسا (مكتب التعاون الفرنسي)[25]
- سويسرا (مكتب التعاون السويسري)[26]

## قنصليات عامة
البلدان التالية لها قنصليات عامة في تشونغجين:
- الصين
- روسيا

## سفارات غير مقيمة
البلدان التالية لها سفارات غير مقيمة:

### مقيمة في بكين
- ألبانيا[27]
- النمسا[28]
- أذربيجان[29]
- بنغلاديش[30]
- بروناي
- بورما
- كولومبيا
- الكاميرون[31]
- تشيلي[32]
- قبرص[33]
- إثيوبيا[34]
- المجر[35]
- آيسلندا[36]
- جامايكا
- كازاخستان[37]
- لبنان
- مقدونيا[38]
- مالطا[39]
- مالاوي
- عُمان[40]
- بيرو[41]
- قطر
- رواندا[42]
- سنغافورة
- سيشل[43]
- سيراليون[44]
- سلوفينيا[45]
- صربيا
- جنوب إفريقيا[46]
- إسبانيا[47]
- تنزانيا[48]
- تايلاند[49]
- تونس[50]
- فنزويلا[51]
- زامبيا[52]
- زيمبابوي

### مقيمة في سيئول
- أستراليا[53]
- بلجيكا[54]
- كندا[55]
- الدنمارك[56]
- فنلندا[57]
- اليونان[58]
- غواتيمالا[59]
- جمهورية أيرلندا[60]
- إيطاليا[61]
- المكسيك[62]
- هولندا[63]
- نيوزيلندا[64]
- النرويج[65]
- البرتغال[66]
- سلوفاكيا[67]
- تركيا[68]

### مقيمة في طوكيو
- نيكاراغوا[69]
- السنغال[70]

### مقيمة في هانوي
- العراق[69]
- الفلبين[69]